# Sergio van Dijk
Pour les articles homonymes, voir Van Dijk.
Sergio van Dijk, né le 6 août 1982 à Assen (Pays-Bas), est un footballeur néerlandais naturalisé indonésien évoluant au poste d'attaquant.

## Statistiques détaillées

### En club
| Saison      | Club            | Pays      | Championnat    | Championnat | Championnat |
| Saison      | Club            | Pays      | Division       | Matchs      | Buts        |
| ----------- | --------------- | --------- | -------------- | ----------- | ----------- |
| 1999 - 2000 | FC Groningen    | Pays-Bas  | Erste Division | 2           | 1           |
| 2000 - 2001 | FC Groningen    | Pays-Bas  | Eredivisie     | 0           | 0           |
| 2001 - 2002 | FC Groningen    | Pays-Bas  | Eredivisie     | 0           | 0           |
| 2002 - 2003 | Helmond Sport   | Pays-Bas  | Erste Division | 23          | 0           |
| 2003 - 2004 | Helmond Sport   | Pays-Bas  | Erste Division | 32          | 9           |
| 2004 - 2005 | Helmond Sport   | Pays-Bas  | Erste Division | 27          | 4           |
| 2005 - 2006 | FC Emmen        | Pays-Bas  | Erste Division | 38          | 18          |
| 2006 - 2007 | FC Emmen        | Pays-Bas  | Erste Division | 37          | 12          |
| 2007 - 2008 | FC Emmen        | Pays-Bas  | Erste Division | 20          | 5           |
| 2008 - 2009 | Queensland Roar | Australie | A-League       | 23          | 12          |
| 2009 - 2010 | Brisbane Roar   | Australie | A-League       | 27          | 13          |
| 2010 - 2011 | Adélaïde United | Australie | A-League       | 30          | 17          |